# آخاشنی (گورجاآنی)
آخاشنی (گرجی: ახაშენი) یک روستا در شهرداری گورجاآنی در استان کاختی گرجستان است. آخاشنی در ۸ کیلومتری شمال‌غربی گورجاآنی و در ارتفاع حدود ۴۶۰ متری قرار گرفته است. جمعیت این روستا در سال ۲۰۱۴ میلادی، ۲۴۲۰ نفر بود.
آخاشنی یکی از شراب‌های شناخته‌شده در گرجستان است که در همین ناحیه تولید می‌شود. در این روستا یک هتل با نام Akhalsheni Wine Resort از طریق پروژه وزارت اقتصاد گرجستان، بانک گرجستان و برنامه‌های مالی اتحادیه اروپا ساخته شده و در مارس ۲۰۱۸ گشایش یافته است.